# Saint-Juvat
 Saint-Juvat (en bretó Sant-Yuvad, gal·ló Saent-Juvat) és un municipi francès, situat a la regió de Bretanya, al departament de Costes del Nord. L'any 2004 tenia 631 habitants.

## Demografia
| 1962                                       | 1968 | 1975 | 1982 | 1990 | 1999 |
| ------------------------------------------ | ---- | ---- | ---- | ---- | ---- |
| 774                                        | 704  | 652  | 654  | 678  | 648  |
| Des de 1962: població sense dobles comptes |      |      |      |      |      |

## Administració
| Període   | Identitat          | Partit    |
| --------- | ------------------ | --------- |
| 1977-2001 | Henri Ramard       |           |
| 2001-2008 | Jean-Louis Rolland |           |
| 2008-     | Dominique Ramard   | Les Verts |